# Robert Sedgwick
Robert Sedgwick (né en 1611 à Woburn dans le Bedfordshire en Angleterre ; mort le 24 mai 1656) est un puritain, marchand, soldat et colon anglais. Il dirigea la conquête de Port-Royal (Nouvelle-France)  par les Anglais en 1654.

## Biographie
Résidant dans le Massachusetts de 1636 à 1653, il fut l’un des pionniers de l’industrie de la pêche en Nouvelle-Angleterre et plaça des fonds dans diverses entreprises locales, puis aida à organiser la milice de la colonie, dont il devint major général en 1652.
Oliver Cromwell lui ayant attribuée le 8 février 1653/1654, une commission de course pour des représailles contre des corsaires français, armés par le roi d'Angleterre en exil Charles II qui attaquaient des vaisseaux anglais, il s'en servit pour annexer à la Nouvelle-Angleterre les ressources qu’offrait l’Acadie pour la pêche et le commerce des fourrures.
Il quitte Boston le 4 juillet 1654 avec 170 hommes sur trois navires et une caiche, s’empare de toutes les places acadiennes et d’un butin évalué à 10 000 sterling. La cour générale du Massachusetts nomme son gendre, le major John Leverett (en), gouverneur militaire de l'Acadie.
Oliver Cromwell récompensa Sedgwick en lui confiant le commandement d’une expédition chargée d’aller aux Antilles seconder William Penn et Robert Venables dans le Western Design, leur conquête de la Jamaïque espagnole. Il devient commandant suprême des forces militaires à la Jamaïque, mais décède le 24 mai 1656, peu après.